# Виноградовка (Веселиновский район)
Виноградовка (укр. Виноградівка) — село в Веселиновском районе Николаевской области Украины.
Население по переписи 2001 года составляло 246 человек. Почтовый индекс — 57036. Телефонный код — 5163. Занимает площадь 0,105 км².

## Местный совет
57030, Николаевская обл., Веселиновский р-н, пгт Кудрявцевка, ул. Ленина, 33